# 불라트 강

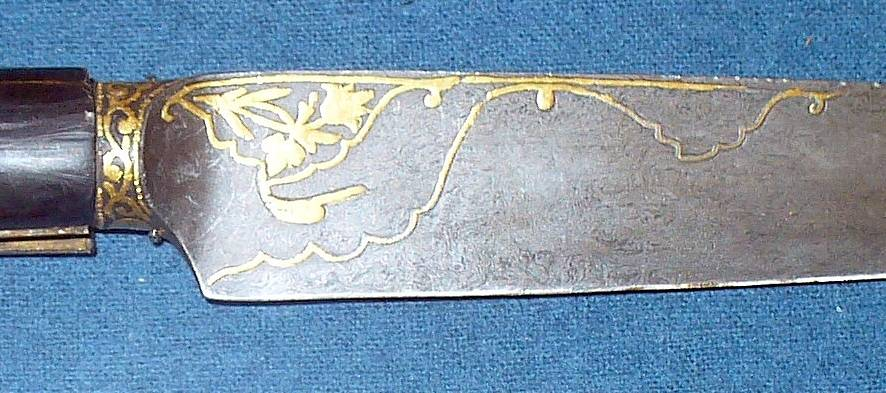
19세기 페르시아의 우츠 강 나이프 디테일. 우츠는 같은 재료를 의미하는 인도-아랍 용어일 가능성이 높다.

불라트 강, 불랫 스틸(Bulat steel) 또는 불라트(Bulat)는 중세 시대부터 러시아에서 알려진 강철 합금의 일종이다. 러시아 전설에서 냉병기의 재료로 자주 언급되었다. 불라트(булат)라는 이름은 페르시아어 fulad의 러시아어 음역이며, 강철을 의미한다. 이 유형의 강철은 유목민족 군대에서 사용되었다. 불라트 강은 칭기즈 칸 군대에서 도검에 사용된 주요 강철 유형이었다. 불라트 강은 수세기 동안 생산 방법이 소실된 우츠 강의 러시아 이름으로 일반적으로 합의되며, 오늘날 사용되는 불라트 강은 최근에 개발된 기술을 활용한다.

## 역사
불라트 제조의 비밀은 19세기 초에 소실되었다. 이 과정에는 완성된 무기를 가시레스배자 추출물이 포함된 특수 액체가 담긴 통에 담근 후 (러시아어로 이 식물의 이름인 stalnik는 역사적인 역할을 반영한다), 말을 타고 질주하면서 도검을 높이 들고 바람에 말려 굳히는 과정이 포함되었다는 것이 알려져 있다.
파벨 아노소프는 결국 1838년에 이 금속의 품질을 재현하는 데 성공했으며, 이때 다마스쿠스 강 도검의 특성에 대한 10년간의 연구를 마쳤다.
아노소프는 1810년 상트페테르부르크 광산 사관학교에 입학했으며, 그곳 진열장에는 다마스쿠스 강 도검이 보관되어 있었다. 그는 그 도검에 매료되었고, 유럽 도검을 베어버리는 이야기들로 가득 찼다. 1817년 11월, 그는 남부 우랄 산맥의 즐라토우스트 광업 지역의 공장으로 보내졌고, 그곳에서 곧 "무기 장식 부서"의 검사관으로 승진했다.
그곳에서 그는 다시 유럽 기원의 다마스쿠스강과 접촉하게 되었지만 (실제로는 패턴 용접된 강철이었고, 전혀 유사하지 않았다), 곧 이 강철이 인도산 우츠 강으로 중동에서 단조된 원본보다 훨씬 열등하다는 것을 발견했다. 아노소프는 다양한 담금질 기술을 연구해 왔고, 담금질을 통해 다마스쿠스 강을 재현하려 시도하기로 결정했다. 그는 결국 강철의 굳기를 크게 증가시키는 방법론을 개발했다.
불라트는 캐넌 제조에 널리 사용되었지만, 베서머 법이 훨씬 저렴하게 동일한 품질의 강철을 생산할 수 있게 되면서 인기가 시들해졌다.

## 구조
탄소강은 두 가지 구성 요소로 이루어져 있다. 즉, 페라이트 형태의 순수 철과 철과 탄소의 화합물인 시멘타이트 또는 탄화철이다. 시멘타이트는 매우 단단하고 부서지기 쉽다. 브리넬 굳기 시험에서 약 640의 굳기를 갖는 반면, 페라이트는 200에 불과하다. 탄소의 양과 냉각 방식에 따라 최종 강철의 결정 및 화학적 조성이 결정된다. 불라트에서는 느린 냉각 과정을 통해 시멘타이트가 페라이트 결정 사이의 미세 입자로 침전되어 무작위 패턴으로 배열된다. 탄화물은 어두운 색을 띠고 강철은 회색이다. 이러한 혼합물이 다마스쿠스 강의 유명한 패턴을 만들어낸다.
시멘타이트는 본질적으로 세라믹으로, 다마스쿠스(및 불라트) 강철의 날카로움을 설명한다. 시멘타이트는 불안정하여 600~1100 °C 사이에서 페라이트와 탄소로 분해되므로 뜨거운 금속을 가공할 때는 매우 조심해야 한다.

## 같이 보기
- 다마스쿠스 강

## 참고문헌
- Verhoeven, J. D. (January 2001). “The Mystery of Damascus Blades”. 《사이언티픽 아메리칸》 284 (1): 74–79. Bibcode:2001SciAm.284a..74V. doi:10.1038/scientificamerican0101-74. JSTOR 26059015. PMID 11132427.
- Smith, Cyril S. (1988). 《History of Metallography: The Development of Ideas on the Structure of Metals before 1890》. MIT Press. ISBN 0262691205.
- Figiel, Leo S. (1991). 《On Damascus Steel》. Atlantis Arts Press. ISBN 978-0-9628711-0-8.
- Verhoeven, J.D.; Pendray, A.H.; Dauksch, W.E. (September 1998). “The key role of impurities in ancient damascus steel blades”. 《Journal of Metallurgy》 50 (9): 58–64. Bibcode:1998JOM....50i..58V. doi:10.1007/s11837-998-0419-y. S2CID 135854276.
- Verhoeven, J.D. (2007). “Pattern Formation in Wootz Damascus Steel Swords and Blades” (PDF). 《Indian Journal of History of Science》 42 (4): 559–574.